# Giuseppe Pompilj
Giuseppe Pompilj (Roma, 17 luglio 1913 – Roma, 9 luglio 1968) è stato un matematico e statistico italiano.
È stato uno dei principali artefici dell'introduzione in Italia, dopo la parentesi del fascismo e della guerra, della statistica matematica, dell'analisi statistica degli esperimenti e della ricerca operativa.

## Biografia[1]
Nel 1935 si laureò in matematica e si dedicò allo studio della geometria algebrica sotto la guida di Federigo Enriques e di altri matematici della scuola italiana di geometria. Nel 1942 ottenne la libera docenza, insegnando geometria all'università di Roma.
Durante la seconda guerra mondiale guerra fu internato in un campo di prigionia inglese in India. Poté tuttavia continuare le sue ricerche nel campo della geometria, nel ricco filone della geometria algebrica italiana.  Tali ricerche furono coronate, dopo il suo ritorno in Italia, dal successo in un concorso a cattedra universitaria nel 1948.
Nello stesso campo di concentramento, grazie ad alcuni scritti trovati in una piccola biblioteca per i prigionieri, i suoi interessi si erano spostati verso la statistica matematica e l'analisi statistica degli esperimenti, ampiamente sviluppate nel mondo anglosassone e praticamente ignorate in Italia. Pompilj si rese conto della fondamentale importanza di tali discipline per la ricerca scientifica e, chiamato nel 1948 alla Facoltà di Scienze Statistiche Demografiche e Attuariali dell'Università di Roma grazie all'eminente statistico Corrado Gini, si dedicò al loro sviluppo, introducendole nel suo insegnamento e promuovendole con frequenti inviti a studiosi stranieri, e con borse di studio all'estero per i suoi allievi.
Fondò presso la stessa Facoltà un Istituto di Calcolo delle Probabilità, e organizzò, in collaborazione con l'Istituto Centrale di Statistica, allora diretto da Benedetto Barberi, una serie di corsi annuali di Analisi dei risultati sperimentali, rivolti ai ricercatori di tutti i settori scientifici.
Nella ricerca scientifica Pompilj diede origine alla Teoria della conformità, che chiariva alcuni dubbi sui fondamenti dell'analisi statistica creata da sir Ronald Fisher. Si occupò inoltre delle distribuzioni statistiche o probabilistiche a più dimensioni, e in particolare delle distribuzioni multiple con margini assegnati, da lui chiamate Classi di Fréchet.
All'attività scientifica Pompilj collegava sempre le applicazioni. Assieme ai suoi allievi fornì ampia assistenza alle elaborazioni statistiche, specialmente in campo medico. Fu fondamentale il suo contributo all'impostazione delle rilevazioni campionarie, a cui l'Istituto Centrale di Statistica dava inizio in quei tempi.
Pompilj dette anche un forte impulso in Italia alla ricerca operativa (lo studio scientifico di supporto per la conduzione delle operazioni), sviluppata nel mondo anglosassone durante la guerra nel campo militare. Collaborò con la Marina Militare, che l'aveva introdotta tra le sue attività, e nel 1961 fu tra i fondatori dell'Associazione Italiana di Ricerca Operativa. Inoltre nel 1962 creò presso la Facoltà una Scuola di Perfezionamento in Ricerca Operativa. Un importante lavoro applicativo fu una rilevazione sul traffico (un'indagine Origine-Destinazione) che l'Istituto di Calcolo delle Probabilità condusse per il comune di Roma nel 1963.
Nel 1970 fu insignito della Medaglia d'oro ai benemeriti della scuola e della cultura e dell'arte.
La vita di Pompilj fu funestata da numerose sventure familiari, con la morte del padre e del fratello nelle due guerre, e dalla prima moglie e  di un figlio in incidenti automobilistici. La morte prematura, a causa di un aneurisma, a soli 54 anni, pose fine ad una vita ricca di notevoli risultati per la scienza italiana. Ma le sue preziose doti umane lo avevano fatto diventare un punto di riferimento per molti studiosi. Gli avevano permesso in particolare di formare un gruppo di una decina di allievi di alto livello, di cui animò le ricerche, e che trovarono tutti (uno solo mentre Pompilj era ancora in vita) la loro strada alla cattedra universitaria. Fra di loro, Giorgio Dall'Aglio.

## Pubblicazioni principali
Libri:
- Complementi di calcolo delle probabilità, Veschi, Roma, 1948
- Teoria dei campioni, Veschi, Roma, 1952
- Piano degli esperimenti (con G. Dall'Aglio), Boringhieri, Torino, 1959
- Probability Theory. Lezioni all'università di Pittsburgh 1963-1964

Articoli:
- Teoria statistica della significatività e conformità dei risultati sperimentali agli schemi teorici, in Statistica, 1948.
- Sul problema inverso della ricerca statistica, in Metron, 1951.
- Lineamenti di una teorica della persuasione, in Archimede, 1951.
- Le rilevazioni per campione della produzione agraria italiana, in L'industria, 1955.
- Funzioni e limiti della matematizzazione., in Studi di mercato, 1962.
- Models for the traffic in Rome, in Model building Symposium, vol. 1968, London, Griffin.